# Parti libéral (Brésil, 2006)
Ne doit pas être confondu avec Parti libéral (Brésil impérial) ou Parti libéral (Brésil, 1985).

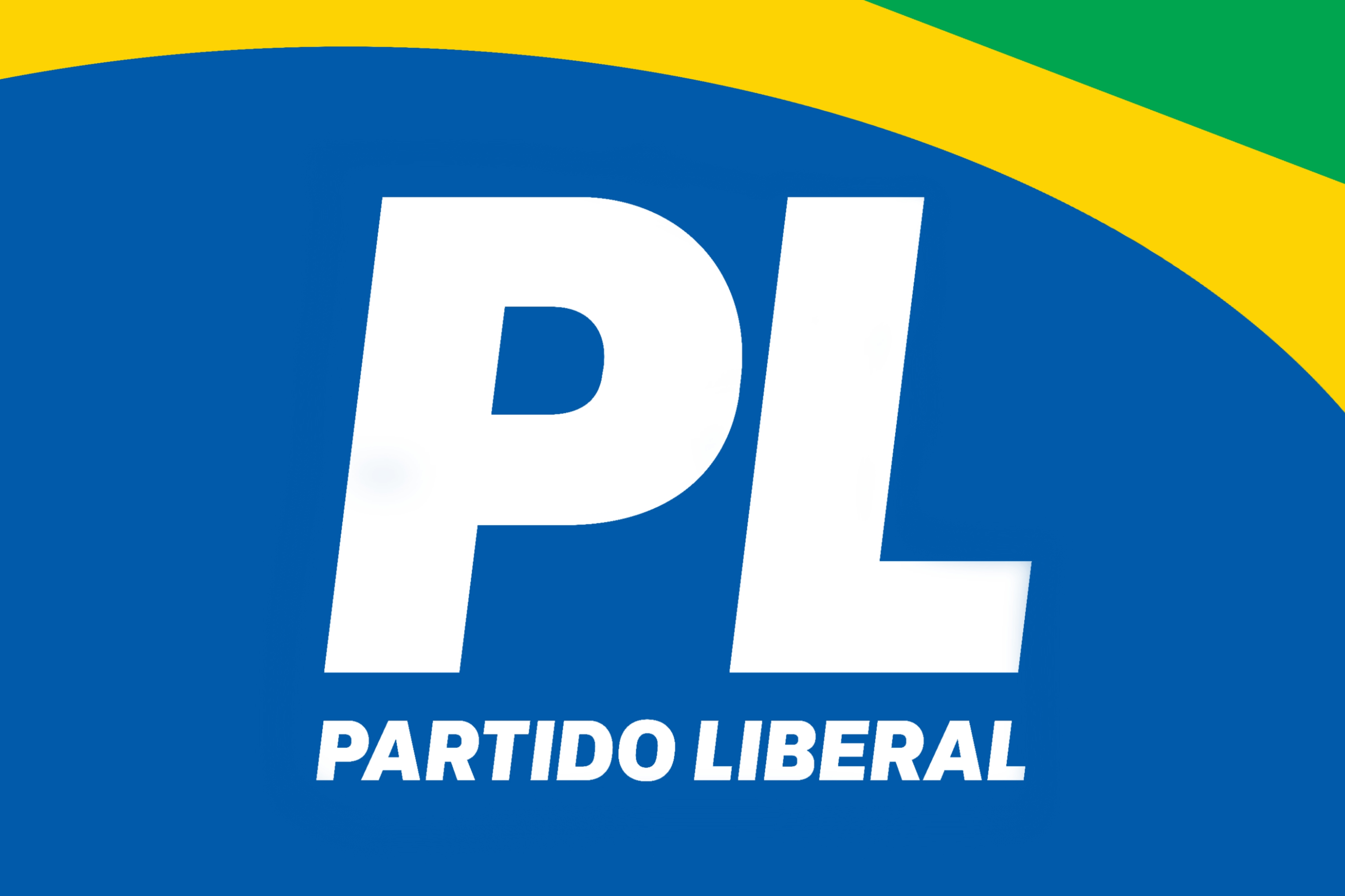
Drapeau du Parti libéral.

Le Parti libéral (Partido liberal, abrégé en PL) est un parti politique conservateur brésilien fondé en décembre 2006 par la fusion d'un premier Parti libéral (PL) et du petit Parti pour la reconstruction de l'ordre national (PRONA). Jusqu'en 2019, il était connu sous le nom de Parti de la République (en portugais : Partido da Republica, abrégé en PR).
Le Parti libéral appartient au Centrão, groupe informel de partis politiques qui monnaient leur soutien en échange de postes importants pour leurs membres ou de subventions pour les fiefs électoraux de leurs élus.

## Résultats électoraux
Aux élections générales d'octobre 2006, ces deux formations avaient obtenu respectivement 4.4 % des voix, 23 députés et trois sénateurs pour le PL, et 1 % des voix et deux députés pour le PRONA. Le PL avait soutenu la candidature présidentielle victorieuse de Lula da Silva.
En 2010, le PR maintient son soutien au Parti des travailleurs en soutenant la candidature de Dilma Rousseff. Dans le même temps, il progresse très sensiblement aux élections parlementaires, passant de 25 députés à 41 et conservant ses 4 mandats de sénateurs.
Fort de 43 députés et de 4 sénateurs après les élections de 2018, le Parti libéral apporte son soutien au président Jair Bolsonaro. Jair Bolsonaro annonce en novembre 2021 son adhésion au Parti libéral pour sa candidature à l'élection présidentielle de 2022. Son nombre de députés passe à 61 puis 78.

## Controverses
Des dirigeants du Parti libéral sont fréquemment mis en cause dans des affaires de corruption. Son président, Valdemar Costa Neto, a été condamné pour corruption et blanchiment d'argent dans le cadre du scandale des mensualités. Le vice-président du parti, Carlos « Bispo » Rodrigues, l'ancien ministre des Transports Anderson Adauto et l'ancien trésorier du parti Jacinto Lodos, ainsi que plusieurs députés et conseillers, ont également été inculpés dans cette affaire.
Le Parti libéral provoque une polémique en 2020 en investissant comme candidat aux municipales dans la ville de Pomerode un militant ouvertement néonazi.

## Identité visuelle

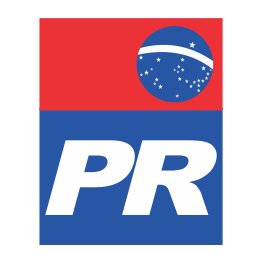
Logo de 2006 à 2019.
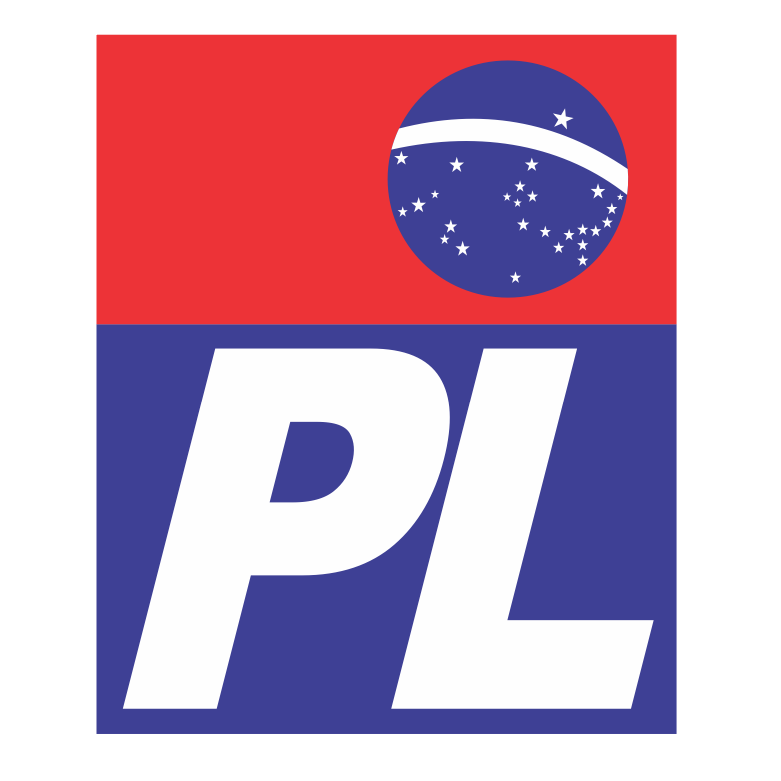
Logo de 2019 à 2022.
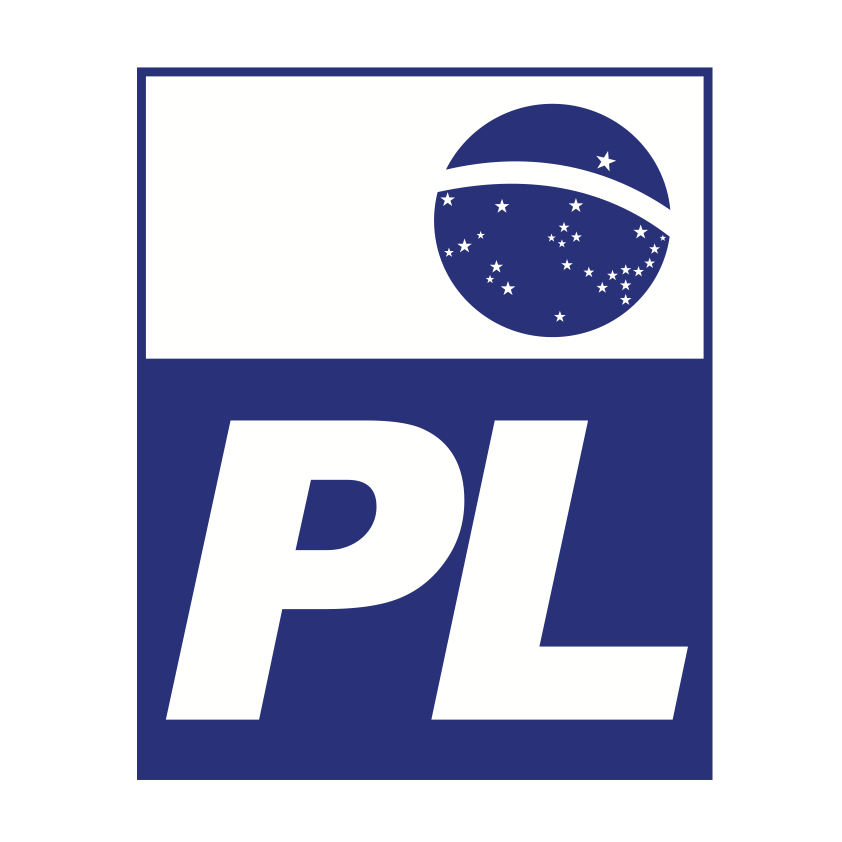
Logo de 2022 à 2023.
Logo depuis 2023.